# Équipe de France de football en 1969
Chronologie
Saison précédente Saison suivante
Cet article traite de l'année 1969 de l'équipe de France de football.
Le 12 février, une sélection des « espoirs de France » rencontre la Hongrie à Gerland et fait match nul 2-2. Bien que figurant dans les archives de la FFF, il n'est pas reconnu officiellement.
Le 2 mars, Louis Dugauguez démissionne, il est remplacé le 5 mars par le sélectionneur-entraineur Georges Boulogne, désigné par le conseil fédéral.

## Les matchs
| Date              | Stade                               | Adversaire | Score | Comp | Buteurs français                     |
| 12 mars 1969      | Wembley Stadium Londres, Angleterre | Angleterre | D 0-5 | A    | -                                    |
| 30 avril 1969     | Parc des Princes Paris, France      | Roumanie   | V 1-0 | A    | Michel (80e)                         |
| 10 septembre 1969 | Ullevaal Oslo, Norvège              | Norvège    | V 3-1 | QCM  | Revelli (9e, 48e, 77e)               |
| 15 octobre 1969   | Rasunda Solna, Suède                | Suède      | D 0-2 | QCM  | -                                    |
| 1er novembre 1969 | Parc des Princes Paris, France      | Suède      | V 3-0 | QCM  | Bras (39e, 43e), Djorkaeff (41e pen) |

A : match amical. QCM : match qualificatif pour la Coupe du monde 1970

## Les joueurs
| Joueurs                                                            |    |     |     |    |    |
| Gardiens de but                                                    |    |     |     |    |    |
| Georges Carnus (AS Saint-Étienne)                                  | 90 |     | 90  | 90 | 90 |
| Yves Chauveau (Olympique lyonnais) (1re et dernière sélection)     |    | 90  |     |    |    |
| Défenseurs                                                         |    |     |     |    |    |
| Jean Djorkaeff (Olympique de Marseille)                            | 90 | 90  | 90  | 90 | 90 |
| Jean-Paul Rostagni (AS Monaco) (1re sélection)                     | 90 | 90  | 90  | 90 | 90 |
| Roger Lemerre (RC Paris Sedan)                                     | 90 | 90  |     |    |    |
| Bernard Bosquier (AS Saint-Étienne)                                | 90 |     | 90  | 90 | 90 |
| Jacques Novi (Olympique de Marseille) (1re sélection)              |    | 90  | 90  | 90 | 90 |
| Milieux                                                            |    |     |     |    |    |
| Henri Michel (FC Nantes)                                           | 90 | 90  | 90  | 90 | 90 |
| Joseph Bonnel (Olympique de Marseille) (25e et dernière sélection) | 90 |     |     |    |    |
| Jacky Simon (Girondins de Bordeaux) (15e sélection)                | 90 |     |     |    |    |
| Yves Herbet (RSC Anderlecht) (12e sélection)                       | 90 |     |     |    |    |
| José Broissart (RC Paris Sedan/AS Saint-Étienne) (1re sélection)   |    | 90  | 90  | 90 | 90 |
| Daniel Horlaville (US Quevillaise) (1re et dernière sélection)     |    | 45  |     |    |    |
| Serge Chiesa (Olympique lyonnais) (1re sélection)                  |    |     | 73  | 90 |    |
| Jean-Michel Larqué (AS Saint-Étienne) (1re sélection)              |    |     | r17 |    |    |
| Attaquants                                                         |    |     |     |    |    |
| Charly Loubet (OGC Nice/Olympique de Marseille)                    | 90 | 90  | 90  | 90 | 90 |
| Georges Bereta (AS Saint-Étienne)                                  | 90 | r45 |     | 90 | 90 |
| Hervé Revelli (AS Saint-Étienne)                                   |    | 90  | 90  | 90 |    |
| Jean-Claude Bras (US Valenciennes Anzin/FC Liège) (1re sélection)  |    | 90  | 90  |    | 90 |
| Georges Lech (FC Sochaux) (17e sélection)                          |    |     |     |    | 90 |